# 프렌즈런
《프렌즈런》(영어: Friends Run)은 넥스트플로어에서 개발하여 카카오게임에서 내놓은 모바일 액션 게임으로, 《프렌즈팝》에 이어 두번째로 카카오프렌즈 캐릭터들을 활용한 게임이다. 게임 방식은 《쿠키런》과 유사한 방식으로, 캐릭터가 달려가면서 점프와 대쉬를 활용해 여러 가지 아이템을 취하며 점수를 얻는다. 출시 직후 앱 스토어와 구글 플레이 양대 오픈마켓에서 매출 10위권에 진입해 흥행몰이를 하였다. 《프렌즈런》은 2016년 상반기 121만명의 사용자 수 증가를 기록해 해당 기간 신규 앱 사용자 증가폭 1위를 기록하였다. 2019년 7월 25일 서비스가 종료되었다.

## 게임 플레이
각각 고유의 능력을 보유하고 있는 카카오프렌즈 캐릭터 총 3명을 선택해 달리기를 진행할 수 있다. 캐릭터마다 특수한 효과를 발현시키는 유물들을 장착할 수 있는데, 각 캐릭터 당 최대 3개의 유물을 장착할 수 있다. 또한 캐릭터 하나마다 특정 능력을 가진 펫을 대동할 수 있다.

## 캐릭터
| 어피치 계열                 | 튜브 계열             | 무지 계열               | 네오 계열               | 프로도 계열             | 제이지 계열             | 라이언 계열                 |
| --------------------------- | --------------------- | ----------------------- | ----------------------- | ----------------------- | ----------------------- | --------------------------- |
|                             |                       |                         |                         |                         |                         |                             |
| 어피치                      | 튜브                  | 무지                    | 네오                    | 프로도                  | 제이지                  | 라이언                      |
| 에어로빅 어피치 (각성 가능) | 싱어 튜브 (각성 가능) | 루돌프 무지 (각성 가능) | 백수 네오               | 가을남자 프로도         | 힙합 제이지             | 기름부자 라이언             |
| 요리사 어피치               | 조커 튜브             | 붉은악마 무지           | 마녀 네오               | 미생 프로도             | 서퍼 제이지 (각성 가능) | 대마법사 라이언             |
| 파일럿 어피치 (각성 가능)   | 원주민 튜브           | 히어로 무지 (각성 가능) | 명사수 네오 (각성 가능) | 모험가 프로도           | 해적 제이지 (각성 가능) | 의사 라이언                 |
| 연금술사 어피치             | 병정 튜브             | 성냥팔이 무지           | 메이드 네오             | 잡스 프로도             | 꿀벌 제이지             | 겨울왕자 라이언 (각성 가능) |
| 발레 어피치                 | 로빈훗 튜브           | 보안관 무지             | 바캉스 네오             | 무에타이 프로도         | 뚱스 제이지             | 판초 라이언                 |
|                             |                       |                         |                         | 왕자 프로도 (각성 가능) |                         | 람보 라이언 (각성 가능)     |